# NGC 3703
NGC 3703 је спирална галаксија у сазвежђу Пехар која се налази на NGC листи објеката дубоког неба.
Деклинација објекта је - 8° 26' 47" а ректасцензија 11h 29m 9,0s. Привидна величина (магнитуда) објекта NGC 3703 износи 14,7 а фотографска магнитуда 15,5.